# Pezizomycotina
Pezizomycotina é um subfilo ou subdivisão de Ascomycota (fungos que formam os seus esporos em ascos semelhantes a bolsas) e é mais ou menos sinónimo do antigo taxon Euascomycota.' Estes fungos reproduzem-se por fissão e esta subdivisão inclui quase todos os fungos de asco que têm corpos frutíferos visíveis a olho nu (exceptuando o género Neolecta que pertence a Taphrinomycotina).
Ver a taxocaixa para uma lista de classes que fazem parte de Pezizomycotina. A antiga classe Loculoascomycetes (consistindo de todos os Ascomycota bitunicados) foi substituída por duas classes, Eurotiomycetes e Dothideomycetes. Os táxons restantes de Pezizomycotina incluem também os grupos himeniais antes designados Discomycetes (agora Leotiomycetes) e Pyrenomycetes (Sordariomycetes).